# Hemdingen
Hemdingen település Németországban, Schleswig-Holstein tartományban. Lakosainak száma 1724 fő (2023. december 31.). Hemdingen Bilsen és Langeln (Holstein) községekkel határos.

## Népesség
A település népességének változása:
| Lakosok száma | 1268 | 1673 | 1680 | 1680 | 1705 | 1724 |
|               | 1975 | 2017 | 2019 | 2021 | 2022 | 2023 |